# دينوسور (كولورادو)
دينوسور (بالإنجليزية: Dinosaur, Colorado)‏ هي بلدة تقع في مقاطعة موفات، كولورادو بولاية كولورادو في الولايات المتحدة. تبلغ مساحتها 2 (كم²)، وترتفع عن سطح البحر 1805 م، بلغ عدد سكانها 339 نسمة في عام 2010 حسب إحصاء مكتب تعداد الولايات المتحدة وتصل الكثافة السكانية فيها 169.5 نسمة/كم2.

## وصلات خارجية
- The US50 - Cities and Towns in Colorado State
- Colorado Cities and Towns, Facts, Map, Flag, Colleges, Government, and More